# Karel Josephy
Karel Josephy (30. března 1895, Tábor – 12. června 1968, zámek Oltyně) byl ředitelem c.k. tabákové továrny  v Táboře, která patřila v době svého založení k největším průmyslovým podnikům v Jihočeském kraji. Táborská "tabačka" byla zároveň jednou ze sedmi tabákových továren v Čechách, které společně se šesti továrnami moravskými tvořily k roku 1913 dvě nejsilnější oblasti průmyslového zpracování tabáku v předlitavské části Rakousko-Uherska. 

## Život
Karel Josephy se narodil v úřednické rodině. Absolvoval reálné gymnázium v Táboře a studium práv dokončil na Vídeňské univerzitě. V období 15.7.1915 - 28.10. 1918 absolvoval válečnou službu, v roce 1919 činnou službu vojenskou, v roce 1921 vojenskou službu v mobilisaci a v roce 1926 cvičení ve zbrani. V roce 1945 byl coby nadporučík v záloze propuštěn z branné moci. Coby státní úředník tabákové režie začínal na pozici tajemníka v kutnohorské tabákové továrně, v současnosti spravované firmou Philip Morris International Inc., a posléze  se dle potřeby ministerstva financí resp. generálního ředitelství tabákové režie v Praze přesouval v rámci poválečných oblastí někdejší habsburské monarchie (Košice, Eger, Vídeň, Budapešť).Do táborské tabačky byl  v  roce 1926 povolán z Podkarpatské Rusi, resp.z továrny v Mukačevě, která začala od roku 1932 fungovat jako nákupní úřad. Na postu ředitele se podílel na  poválečném obnovení výroby a na oslavách 75. jubilea táborské tabákové továrny v roce 1947. Svoji kariéru v Československé tabákové režii uzavírá v roce 1948 jako ředitel tabákové továrny v Brně.

## Ocenění
Karel Josephy byl společně s manželkou Marií chovatelem legendárního barzoje Grifa der Karolinger von Wienerwald, jenž významným způsobem ovlivnil přední výstavní linie barzojů v Evropě i Rusku.